# Kotsøy Station
Kotsøy Station (Kotsøy stasjon) er en jernbanestation på Rørosbanen, der ligger i Midtre Gauldal kommune i Norge. Stationen består af et spor, en perron, en tidligere stationsbygning i gulmalet træ og et læskur.
Stationen blev oprettet som holdeplads 20. marts 1890. Oprindeligt hed den Kotsøien, men den skiftede navn til Kotsøy i april 1921. Den blev opgraderet til station 1. juli 1910. Den blev nedgraderet til trinbræt 1. september 1975.
Stationsbygningen blev opført i 1895.